# Гриценко Павло Пилипович
Павло Пилипович Гриценко (1906, село Грабарівка Полтавської губернії, тепер Пирятинського району Полтавської області — ?) — український радянський діяч, інженер, міністр місцевої промисловості Української РСР. Депутат Верховної Ради УРСР 3—4-го скликань. Кандидат у члени ЦК КПУ в 1952—1960 р. Кандидат економічних наук.

## Біографія
Народився у бідній селянській родині. Змалку ходив на сезонні та поденні заробітки, вчився у сільській школі. У 1922 році закінчив семирічну школу. Перебував на комсомольській роботі.
У 1927—1931 роках — студент Київського кооперативного інституту.
У 1931—1933 роках — економіст інструментального цеху, начальник загальнозаводського бюро з керівництва госпрозрахунковими бригадами Київського заводу «Арсенал». З 1932 року заочно навчався у Київському індустріальному інституті.
У 1933—1937 роках — виконувач обов'язків начальника планово-розподільного бюро цеху, старший майстер цеху Київського заводу «Арсенал». У 1937 році закінчив Київський індустріальний інститут і одержав диплом інженера-механіка.
У 1937—1940 роках — заступник начальника інструментального відділу, начальник технічного бюро інструментального цеху, заступник начальника відділу технічного контролю Київського заводу «Арсенал».
Член ВКП(б) з 1940 року.
З 1940 року — начальник інструментального цеху Київського заводу «Арсенал». Брав участь в евакуації заводу в східні райони СРСР, продовжував працювати начальником інструментального цеху заводу № 235.
Після повернення до Києва, з 1944 року — головний інженер Київського обласного відділу місцевої промисловості, керуючий республіканського тресту «Металоширвжиток», член колегії Міністерства місцевої промисловості Української РСР.
5 січня 1951 — 25 травня 1953 року — міністр місцевої промисловості Української РСР.
У травні 1953 — 19 лютого 1954 року — заступник міністра місцевої та паливної промисловості Української РСР.
19 лютого 1954 — 22 січня 1957 року — міністр місцевої і паливної промисловості Української РСР. Знятий з посади «як такий, що скомпрометував себе».
З січня до вересня 1957 року — директор заводу імені Шевченка Червоноармійського району Запорізької області.
З вересня 1957 до серпня 1959 року — заступник голови Ради народного господарства (раднаргоспу) Херсонського економічного адміністративного району.
Потім працював у науково-дослідному економічному інституті Держплану Української РСР.

## Нагороди
- орден Трудового Червоного Прапора (18.01.1942)
- орден Знак Пошани
- ордени
- медалі